# Balutxistan Oriental
Balutxistan Oriental és la part del Balutxistan que roman sota administració pakistanesa formant la província de Balutxistan. Se l'anomena Balutxistan Oriental en contraposició al Balutxistan Occidental que roman sota administració iraniana. El 1990 el govern pakistanès va modificar oficialment el nom a Balochistan (en català seria Balotxistan).

## Geografia
La província té una superfície de 347.190 km² i una població de 6.563.885 habitants al cens de 1998 i estimada d'11.934.339 pel 2009. La capital és Quetta.

## Administració

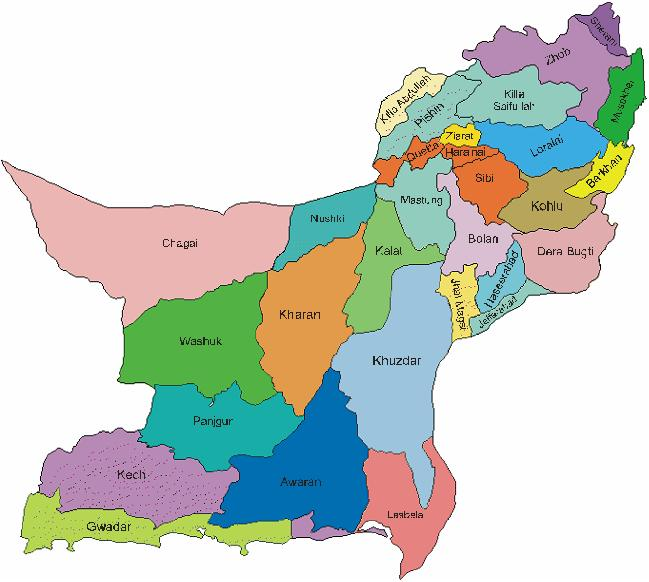
Districtes de Balutxistan (30 districtes)

La província està formada actualment per 30 districtes. Les darrers dades oficials són de quan eren 26 districtes (però se n'acabava de crear un de nou, Nushki, que era el 27è):
| S.No. | Districte                    | Àrea (km²) | Població (1998) | Densitat (persones per km²) |
| ----- | ---------------------------- | ---------- | --------------- | --------------------------- |
| 1.    | Districte d'Awaran           | 29.510     | 118.173         | 4                           |
| 2.    | Districte de Barkhan         | 3.514      | 103.545         | 29                          |
| 3.    | Districte de Bolan           | 7.499      | 288.056         | 38                          |
| 4.    | Districte de Chagai          | 50.545     | 202.564         | 4                           |
| 5.    | Districte de Dera Bugti      | 10.160     | 181.310         | 18                          |
| 6.    | Districte de Gwadar          | 12.637     | 185.498         | 15                          |
| 7.    | Districte de Jafarabad       | 2.445      | 432.817         | 177                         |
| 8.    | Districte de Jhal Magsi      | 3.615      | 109.941         | 30                          |
| 9.    | Districte de Kalat           | 6.622      | 237.834         | 36                          |
| 10.   | Districte de Kech (Turbat)   | 22.539     | 413.204         | 18                          |
| 11.   | Districte de Kharan          | 48.051     | 206.909         | 4                           |
| 12.   | Districte de Khuzdar         | 35.380     | 417.466         | 12                          |
| 13.   | Districte de Kohlu           | 7.610      | 99.846          | 13                          |
| 14.   | Districte de Lasbela         | 15.153     | 312.695         | 21                          |
| 15.   | Districte de Loralai         | 9.830      | 295.555         | 30                          |
| 16.   | Districte de Mastung         | 5.896      | 179.784         | 30                          |
| 17.   | Districte de Musakhel        | 5.728      | 134.056         | 23                          |
| 18.   | Districte de Naseerabad      | 3.387      | 245.894         | 73                          |
| 19.   | Districte de Nushki          |            |                 |                             |
| 20.   | Districte de Panjgur         | 16.891     | 234.051         | 14                          |
| 21.   | Districte de Pishin          | 7.819      | 367.183         | 47                          |
| 22.   | Districte de Qilla Abdullah  | 3.293      | 370.269         | 112                         |
| 23.   | Districte de Qilla Saifullah | 6.831      | 193.553         | 28                          |
| 24.   | Districte de Quetta          | 2.653      | 744.802         | 281                         |
| 25.   | Districte de Sibi            | 7.796      | 180.398         | 23                          |
| 26.   | Districte de Zhob            | 20.297     | 275.142         | 14                          |
| 27.   | Districte de Ziarat          | 1.489      | 33.340          | 22                          |
|       | Província del Balutxistan    | 347.190    | 6.563.885       | 19                          |

El tres districtes afegits són:
- Districte de Washuk (segregat de Kharan el 2006)
- Districte de Sherani (segregat de Zhob el 2006)
- Districte de Haranai (segregat de Sibi el 2007)

Fins al 2000 els districtes estaven agrupats en les següents divisions (suprimides el 2000):
| Divisions de la província del Balutxistan |            |            |
| Divisió                                   | Àrea (km²) | Capital    |
| ----------------------------------------- | ---------- | ---------- |
| Divisió de Kalat                          | 140,612    | Khuzdar    |
| Divisió de Makran                         | 52,067     | Turbat     |
| Divisió de Naseerabad                     | 16,946     | Naseerabad |
| Divisió de Quetta                         | 64,310     | Quetta     |
| Divisió de Sibi                           | 27,055     | Sibi       |
| Divisió de Zhob                           | 46,200     | Loralai    |

## Història
El 1947 es va formar la província del Balutxistan amb el Balutxistan Britànic i les àrees tribals que en conjunt formaven la Província britànica del Balutxistan. La província fou governada com abans per alts comissionats, els primers encara britànics, fins al 1949 i en endavant per oficials nomenats pel govern del Pakistan, membres o propers a la Lliga Musulmana. El 3 d'octubre de 1952 es va formar la Unió d'Estats del Balutxistan (amb els estats de Kalat, Kharan, Las Bela i Makran) que va existir fins a la dissolució de les províncies (1955).
La província del Balutxistan, igual que les altres, fou abolida el 14 d'octubre de 1955 pel general Ayyub Khan, i llavors formà part de la Província Occidental del Pakistan (Pakistan Occidental) però a la caiguda del govern militar es va reconstituir com província separada l'1 de juliol de 1970 incloent ara l'antiga Unió d'Estats del Balutxistan i el port de Gwadar que poc abans havia estat cedit per Oman.
Des l'1 de maig de 1972 (quan es va formar el primer govern provincial) el 1977 el Partit Nacional Awami va governar la província (amb governs presidencials directes el 1973 i del 1974 al 1976 i llei marcial del 1977 al 1985) i després la va tornar a governar del 1985 al 1988. Del 1977 al 1985 les províncies no van tenir autonomia, ja que el país estava sota la llei marcial. El Partit Nacional Awami (National Awami Party, NAP) va vèncer a les eleccions i Mir Ghaus Baksh Bizenjo i Sardar Ataullah Khan Mengal van esdevenir governador i primer ministre provincial el 1972.

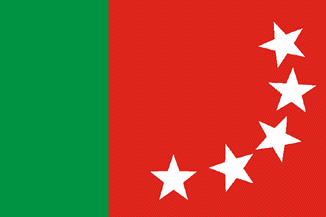
Bandera del Partit Nacional Awami

Les mesures centralistes de Zulfikar Ali Bhutto de 1973 provocaren la rebel·lió nacional balutxi, derrotada el 1977. El govern provincial fous suspès el 1973 i el Partit Nacional Awami prohibit el 1975 i molts dels seus membres encarcerats. En aquest any 1973 uns 55.000 balutxis (incloent el sultà de Kalat) combatien contra 100.000 soldats del govern, sota bandera de la Baluche Warna (Organització de Combatents Balutxis). La guerra va durar del 1973 al 1977, i al final l'exèrcit pakistanès va començar a empènyer als rebels cap a altres llocs del Pakistan i cap Iran. El 1977 Zia Ul Haq derrocà a Bhutto (al que va executar), alliberà als balutxis presoners i amnistià als guerrillers.

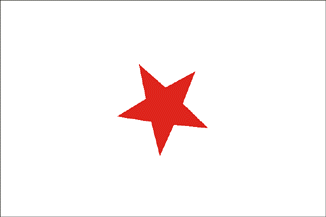
Bandera la Baluche Warna

Aixecada la llei marcaial el 1985 el Parit Popular del Pakistan (Pakistan People's Party, PPP) de l'executat Ali Bhutto, va tornar al poder amb Jam Mir Ghulam Qadir Khan (que ja havia governat del 1973 al 1974). El 1988 després del triomf de Benazir Bhutto a les eleccions, el seu partit, el Partit Popular del Pakistan, formà aliança a la província amb l'Aliança Democràtica Islàmica (Islamic Democratic Alliance, IDA), que en canvi era rival del PPP a nivell nacional). El desembre de 1988 l'assemblea fou dissolta per evitar un vot de denegació de confiança, mesura que fou declarada anticonstitucional el gener de 1989. Llavors va pujar al poder l'Aliança Nacionalista Balutxi (Baluch Nationalist Alliance, BNA) una aliança de partits nacionalistes. Poc després el líder del Moviment d'Unitat Balutxi (Baluch Unity Movement BUM), Anwar Baijar, acusà al PPP d'assassinar un líder balutxi. El 1990 l'assemblea provincial (como totes les del país) fou dissolta pel president de l'estat.
A les següents eleccions triomfà la IDA, que formà govern al Balutxistan en coalició amb el Moviment Nacional del Balutxistan (Baluchistan National Movement, BNM) i el Jamhoori Watan Party (un partit de base balutxi i d'àmbit estatal) sota la direcció de Mir Taj Mohammad Khan Jamali. El maig de 1992 aquestos partits van convocar una vaga general.
El 1993 es van produir sagnants enfrontaments a la tribu magsi quan un clan dirigit per Zulfikar Magsi (ex primer ministre provincial per la IDA del 20 de maig al 19 de juliol del mateix any) fou atacat pel seu oncle Yusuf Magsi, candidat pel PPP. La lluita tribal entre ambdós clans va durar dos anys.
Les eleccions de 1993 van retornar el poder a l'octubre a Benazir Bhutto i a la província del Balutxistan el PPP formà coalició amb la Lliga Musulmana del Pakistan, facció Nawaz (Pakistan Muslim League-Nawaz). Zulfikar Magsi, que figurava a les llistes com independent, fou elegit primer ministre el 20 d'octubre de 1993.

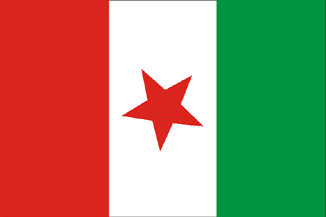
Pushtunkhuwa Milli Awami Party

El 1996 el partit Pushtunkhuwa Milli Awami Party (PKMAP) protestà contra el suport de l'estat pakistanès als talibans. El maig de 1998 la Federació d'Estudiants Balutxis (Baluchistan Students Federation, BSF) protestà contra la possible realització de proves nuclears al Balutxistan, segrestant un avió.
El 22 de febrer de 1997, després d'un govern interí, va pujar al poder Akhtar Mengal fundador del Moviment Nacional del Balutxistan amb l'oposició del Partit Nacional del Balutxistan (escissió del Moviment Nacional del Balutxistan el 1991) i el suport del PPP.
Mengal va dimitir per les protestes contra la prova nuclear i fou substituït el 15 de juny de 1998 per Mir Jamal Mohammad Khan Jamali de la Lliga Musulmana del Pakistan. El 12 d'octubre de 1999 es va imposar el govern presidencial directe que va durar fins a l'1 de desembre del 2002 quan va iniciar el seu govern l'actual (2006) primer ministre Jam Mohammad Yousaf, president provincial de la de la Lliga Musulmana del Pakistan, facció Quaid-e-Azam (favorable al president Musharraf, contràriament a la facció Nawaz que se li oposava).
L'octubre de 1998 els partits nacionalistes balutxis, paitxtus, seraikis i sindis van formar el Moviment de les Nacionalitats Oprimides del Pakistan (Pakistan Oppressed Nationalities Movement PONM), essencialment dirigida contra el predomini panjabí, que era obertament separatista, i dins el qual els seraikis volen l'establiment d'una província de Sraiki o Seraikistan (Multan, Bahawalpur i Der Ghazi Khan) separada de Panjab, cosa afavorida pels balutxis i paixtuns.
El 2008 va tornar al poder el PPP.

## Governants

### Alts comissionats
Vegeu Província pakistanesa del Balutxistan.

### Governadors
- Ghous Bakhsh Raisani 1970 - 1972
- Ghous Bakhsh Bizenjo 1972 - 1973
- Sardar Mohammad Akbar Khan Bugti 1973-1974
- Ahmad Yar Khan 1974-1977
- Khuda Bakhsh Bijarani Marri (interí) 1977-1978
- Rahimuddin Khan 1978-1984
- Sardar Farooq Shaukat Khan Lodi març a juliol de 1984
- K.K. Afridi 1984-1985
- Mohammad Musa Khan 1985-1991
- Hazar Khan Khoso (interí) març a juliol de 1991
- Sardar Gul Mohammad Khan Jogezai 1991-1994
- Abdul Rahim Durrani 1994-1996
- Imranullah Khan 1996-1997
- Amirul Mulk Mengal 8 a 22 d'abril de 1997 (interí)
- Miangul Aurangzeb 1997-1999
- Syed Fazal Agha 17 d'agost a 21 d'octubre de 1999
- Amirul Mulk Mengal 1999-2003 (segona vegada)
- Abdul Qadir 1 de febrer de 2003 - 11 d'agost de 2003
- Owais Ahmed Ghani 2003-2008
- Amanullah Khan Yasinzai 5 de gener a 28 de febrer de 2008 (interí)
- Nawab Zulfiqar Ali Magsi 2008

### Ministres en cap
- Sardar Ataullah Khan Mengal 1972 - 1973, (Partit Nacional Awami = National Awami Party, NAP)
- Govern directe del governador 13 de febrer de 1973 - 27 d'abril de 1973
- Jam Mir Ghulam Qadir Khan 1973 - 1974, (Partit Popular del Pakistan = Pakistan People's Party, PPP)
- Govern directe del governador 31 de desembre de 1974 - 7 de desembre de 1976
- Sardar Mohammad Khan Barzoi 1976 - 1977, (PPP)
- Generals administradors de la llei marcial 4 d'abril de 1977 - 6 d'abril de 1985
- Jam Mir Ghulam Qadir Khan 1985 - 1988, (PPP, segona vegada)
- Mir Zafrullah Khan Jamali (interí) 24 de juny a 24 de desembre de 1988, (IJI = Islami Jamhoori Ittehad o IDA = Islamic Democratic Alliance, Aliança Democràtica Islàmica)
- Khuda Bakhsh Mari (interí) 1988-1989 (sense partit)
- Sardar Mohammad Akbar Khan Bugti 1989-1990 (Aliança Nacionalista Balutxi = Baluch Nationalist Alliance, BNA)
- Mir Humayun Khan Mari (interí) 7 d'agost a 7 de novembre de 1990 (sense partit)
- Mir Taj Mohammad Khan Jamali 1990 - 1993 (IJI)
- Nawab Zulfiqar Ali Magsi 20 de maig a 19 de juliol de 1993 (independent)
- Mir Mohammad Nasir Mengal (interí) 19 de juliol a 20 d'octubre de 1993 (independent)
- Nawab Zulfiqar Ali Magsi 1993-1996 (independent, segona vegada)
- Mir Zafrullah Khan Jamali (interi) 1996-1997 (independent, segona vegada)
- Sardar Akhtar Mengal 1997 - 1998 (BNP)
- Mir Jamal Mohammad Khan Jamali 1998-1999 (independent)
- Govern directe del governador 12 d'octubre de 1999 - 1 de desembre de 2002
- Jam Mohammad Yousaf 2002 - 2007 (Lliga Musulmana del Pakistan facció Quaid-e-Azam = Pakistan Muslim League, Quaid-e-Azam, PML-Q)
- Sardar Mohammad Saleh Butani 2007 - 2008 (independent)
- Nawab Mohammed Aslam Raisani 2008 - (PPP).